# Liste der Monuments historiques in Gaillon-sur-Montcient
Die Liste der Monuments historiques in Gaillon-sur-Montcient führt die Monuments historiques in der französischen Gemeinde Gaillon-sur-Montcient auf.

## Liste der Bauwerke
| Bezeichnung                       | Beschreibung | Standort | Kennzeichnung | Schutzstatus | Datum | Bild |
| --------------------------------- | ------------ | -------- | ------------- | ------------ | ----- | ---- |
| Kirche Notre-Dame-de-l’Assomption |              | (Lage)   | PA00087437    | Classé       | 1934  |      |

## Liste der Objekte

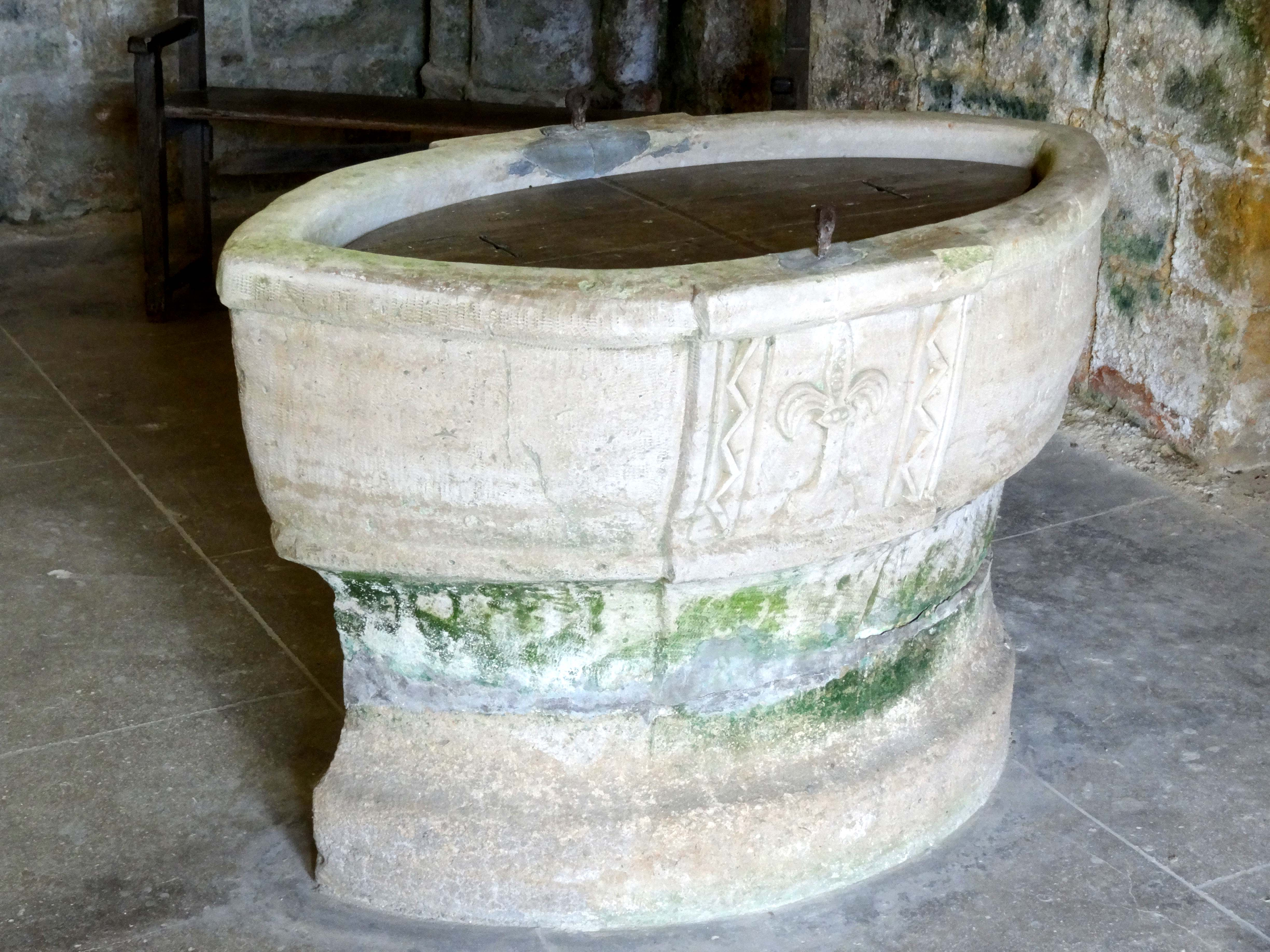
Taufbecken in Gaillon-sur-Montcient

- Monuments historiques (Objekte) in Gaillon-sur-Montcient in der Base Palissy des französischen Kultusministeriums

Siehe auch: Taufbecken (Gaillon-sur-Montcient)